# الوقفة الأخيرة

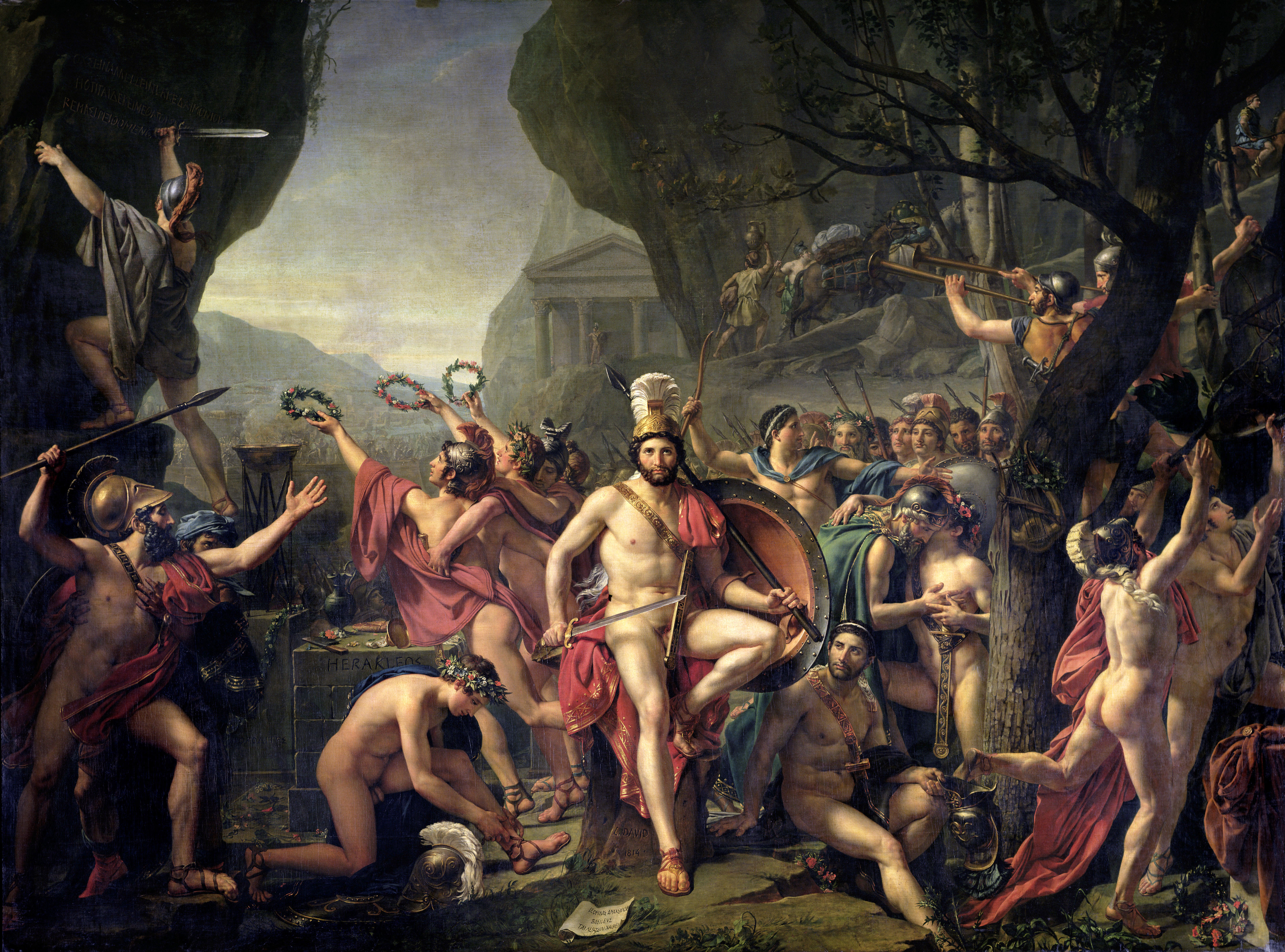
ليونيداس في ثيرموبيلاي، بريشة جاك لوي دافيد عام 1814. هذه اللوحة هي مزيج من العناصر التاريخية والأسطورية المأخوذة من معركة ترموبيل في اليونان عام 480 قبل الميلاد.

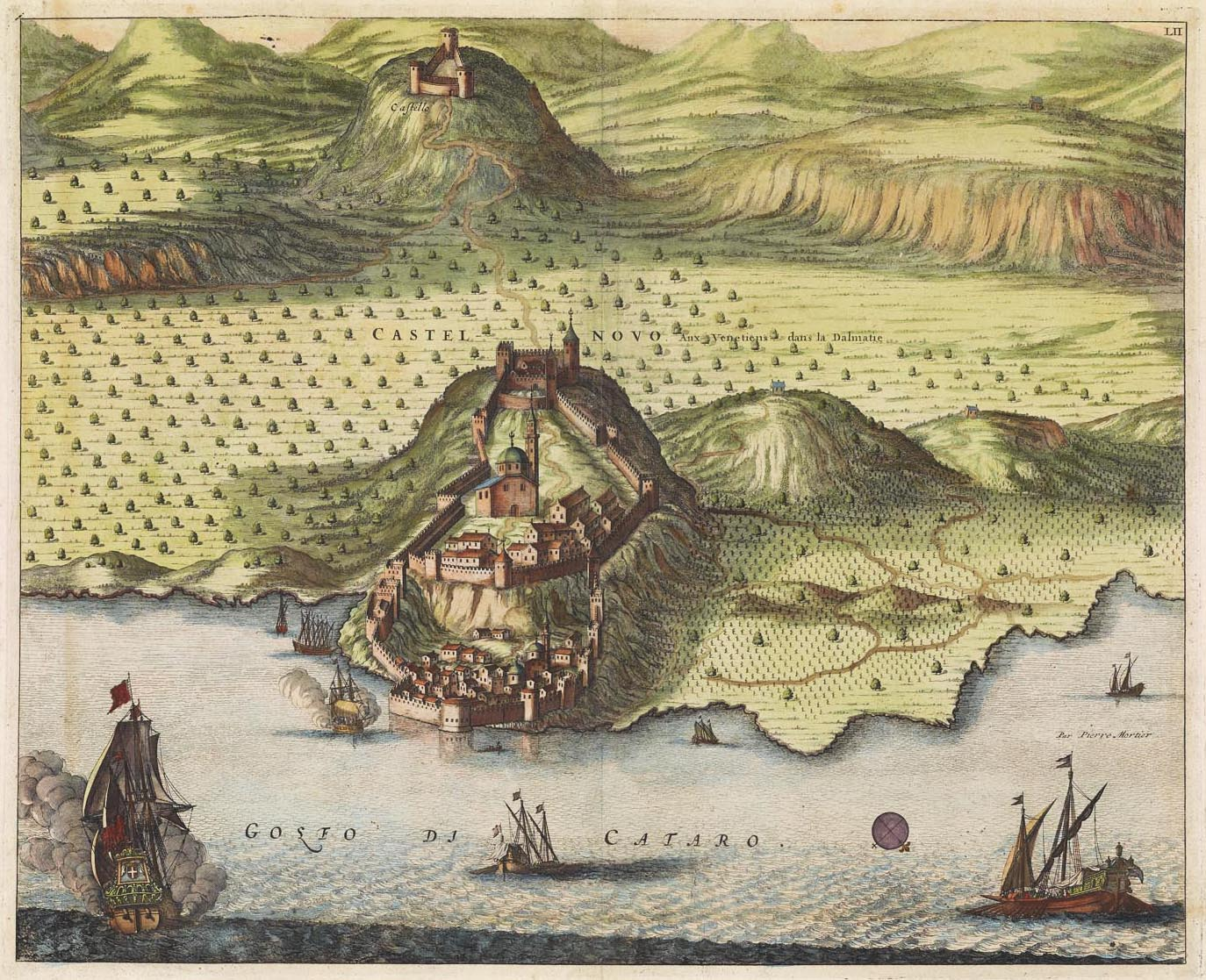
حصار كاستلنووفو في يوليو 1539. قامت حامية مكونة من 4.000 جندي تحت حكم كارلوس الأول ملك إسبانيا بالدفاع عن المدينة ضد القوات العثمانية المكونة من 50.000 جندي، حيث قامت القوات الاسبانية بـ «الوقفة الأخيرة». بريشة بيير مورتييه.

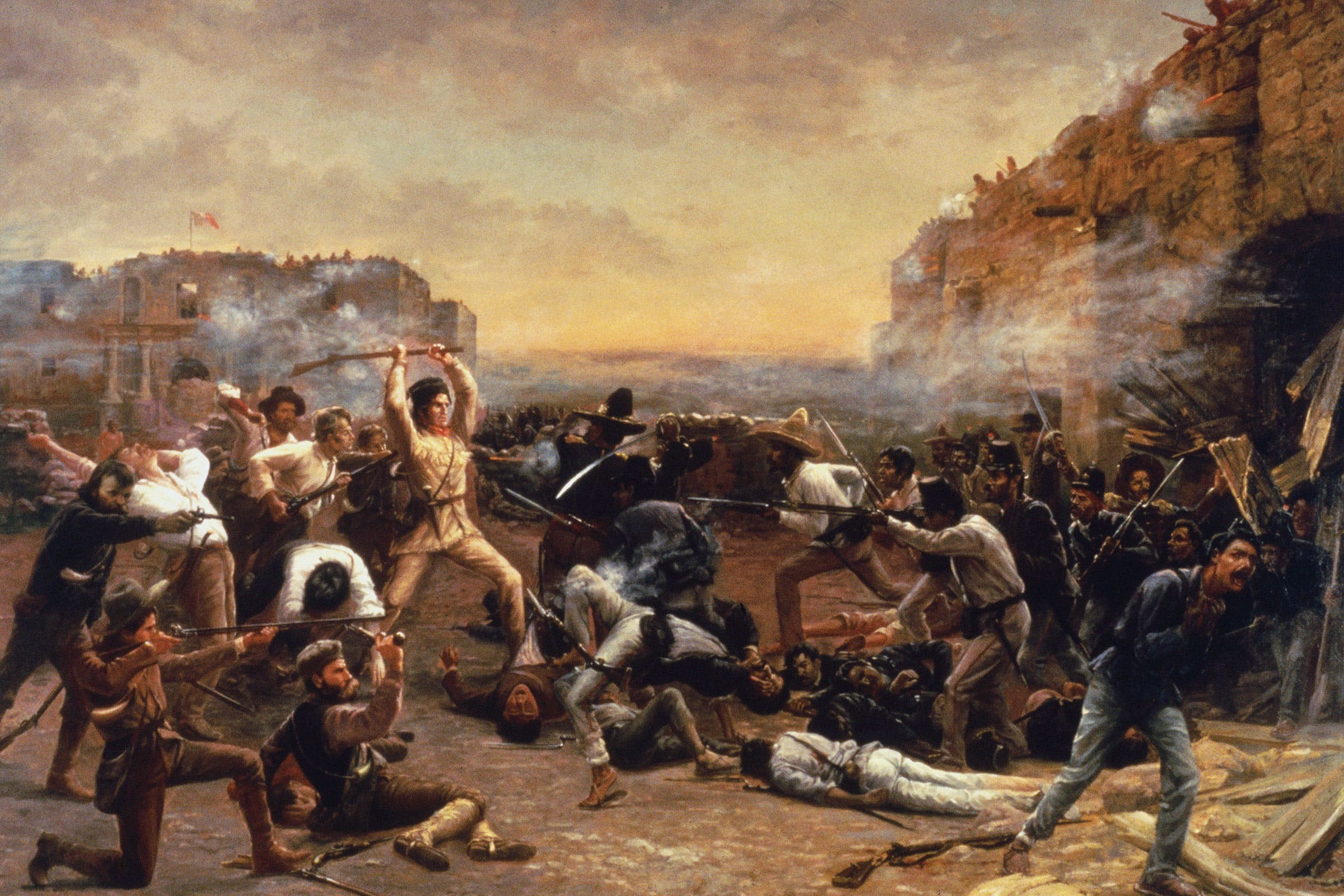
سقوط إل آلامو بريشة روبرت جينكينز أوندردونك حيث يصور ديفي كروكيت وهو يحمل بندقيته كمضرب ضد القوات المكسيكية في معركة إل آلامو في تكساس عام 1836.

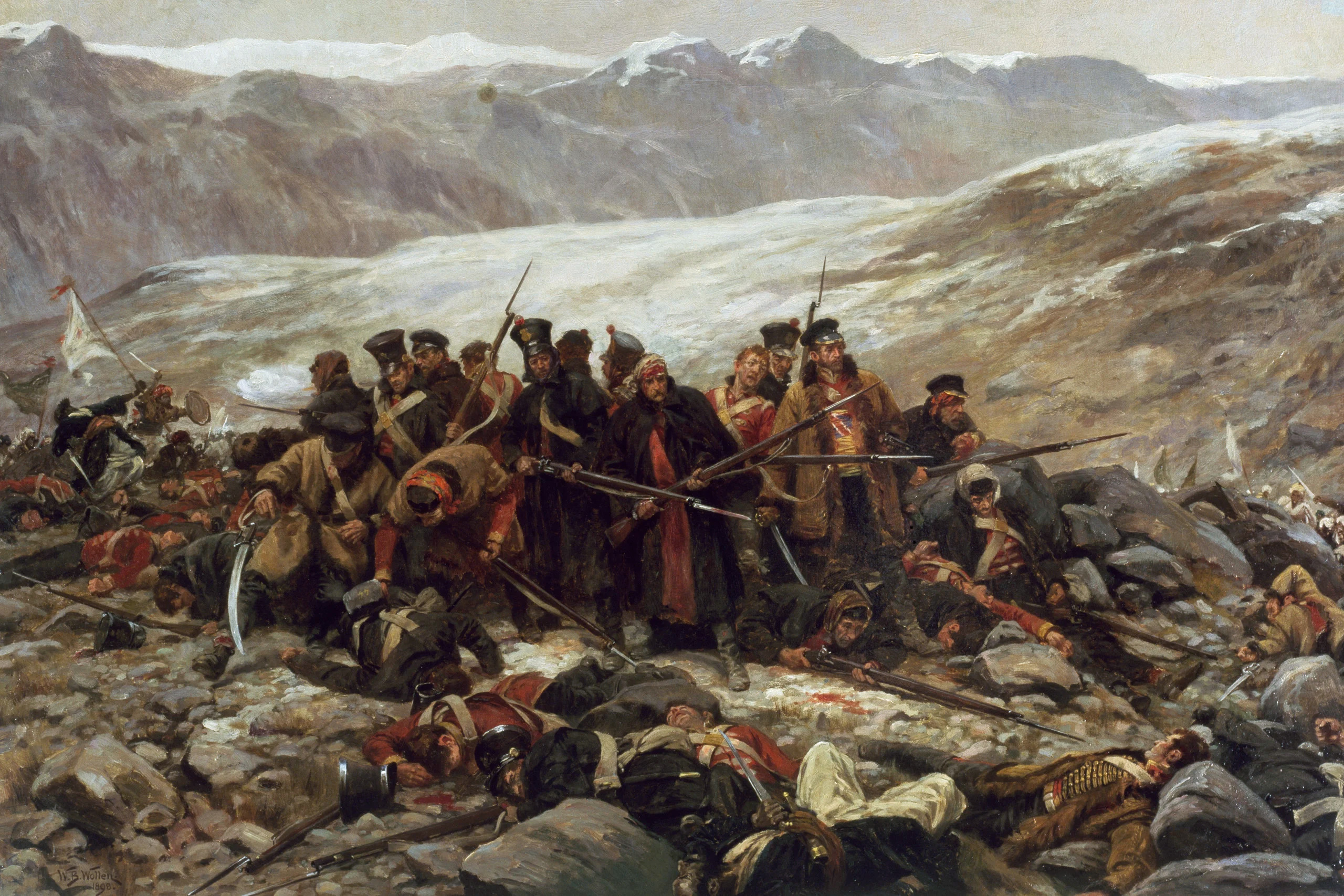
الوقفة الأخيرة للناجين من فوج جلالة الملكة الرابع والأربعون في أفغانستان عام 1842. بريشة ويليام بارنز ولين.

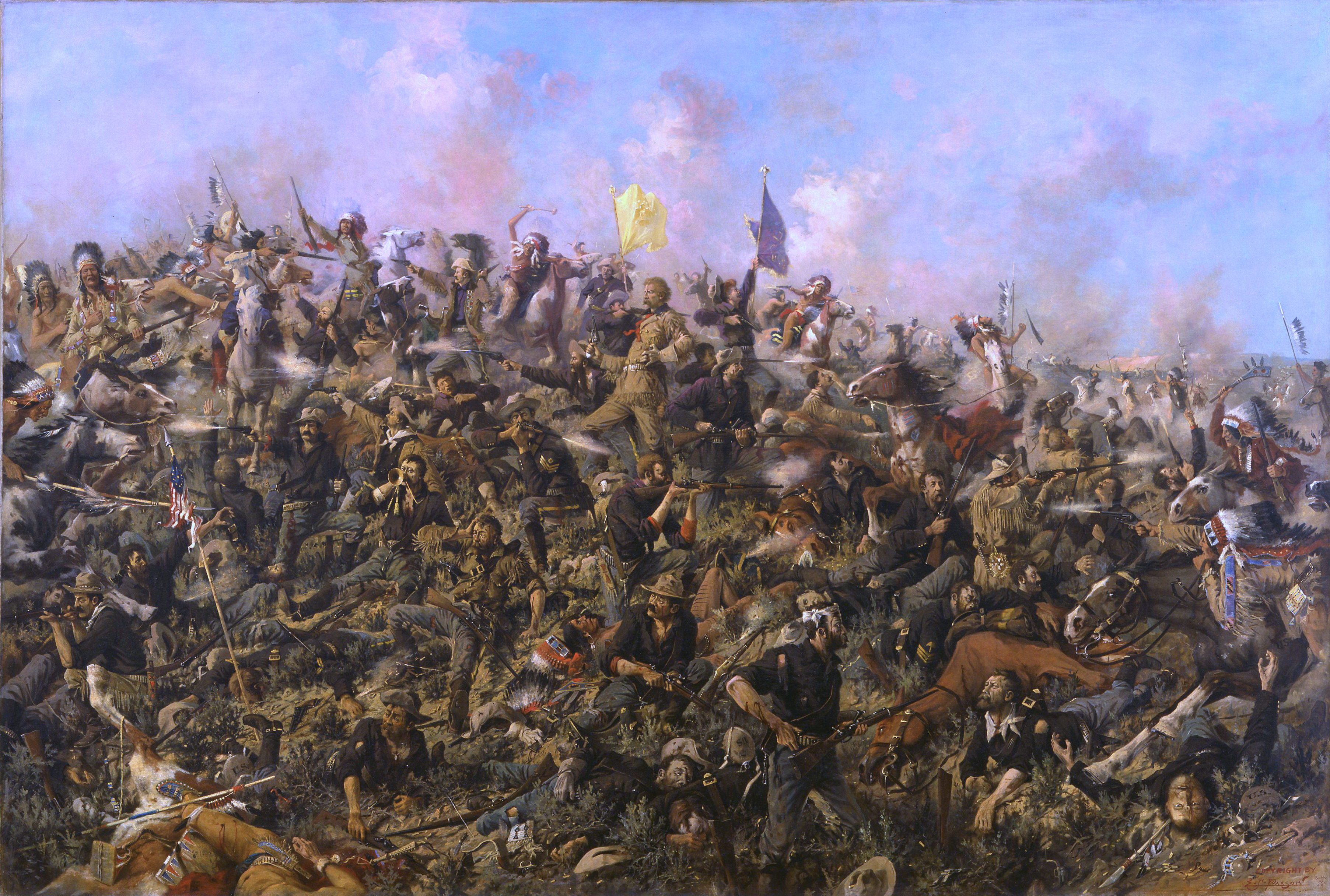
الوقفة الاخيرة لجورج أرمسترونغ كاستر في إقليم مونتانا بالولايات المتحدة عام 1876 بريشة إدغر سامويل باكسون.

الوقفة الأخيرة  أو الصمود الاخير هو التصرف العسكري الأخير الذي تلجأ إليه القوات الدفاعية عندما تدرك أو تعتقد أن الاستمرار بالقتال ضد قوات تفوقها في القوة والعدد أفضل من التراجع أو الاستسلام. في العادة عندما تلجأ القوات الدفاعية إلى عمل«الوقفة الأخيرة» تنتج عنها خسائر كبيرة في صفوفها أو حتى يتم تدميرها بالكامل. وتقوم القوات الدفاعية بعمل «الوقفة الأخيرة» من أجل واجب مهم بالنسبة لهم؛ مثل أن يدافعون عن نقطة حاسمة تكتيكية؛ أو لكسب الوقت لتمكين القوات الدفاعية الأخرى من الفرار، أو قد يكون بسبب الخوف من الإعدام إذا تم القبض عليهم؛ أو لحماية حاكمهم أو زعيمهم. وأصبح القيام بـ«الوقفة الأخيرة» نوعًا من الشجاعة والبطولة والتضحية عند الجماهير والشعوب بل أن بعض الدول تحتفل سنويًا بـ «الوقفة الاخيرة» التي قامت بها في تاريخها.

## الأهمية التكتيكية
«الوقفة الأخيرة» هو التصرف الأخير الذي تلجأ إليه القوات الدفاعية عندما تدرك أو تعتقد أن فوائد الاستمرار بالقتال تفوق فوائد التراجع أو الاستسلام. وقد ينبع هذا الشعور من أسباب إستراتيجية أو أخلاقية، مثل البقاء والاستمرار بالقتال من أجل كسب الوقت واعطاء الجنود الجرحى أو المدنيين فرصة الهرب إلى مكان آخر آمن. حيث تستنتج القوات الدفاعية انه من اجل نجاح هروب الجرحى أو المدنيين أو حماية الموقع المهم أو حماية الزعيم أو القضية المهم بالنسبة لهم فأنه يحتاج إلى تضحية كبيرة، كما حدث في نهاية معركة ترموبيل. وتستنتج القوات الدفاعية أيضا هو أن التراجع سيؤدي إلى هزيمة فورية وخسارة القضية المهمة بالنسبة لهم، مثل ما حدث مع المشاة الملكية على تلة وادبورو بعد معركة ناسبي.
ويشير المؤرخ برايان بيريت إلى أن الغالبية العظمى من القوات الدفاعية التي لجأت الي عمل «الوقفة الأخيرة» عبر التاريخ قد هزمت، إلا أنه في حالات نادرة نجحت القوات الدفاعية وانتصرت على خصمهم الذي يفوقهم بالعدد والقوة، أحد الأمثلة التي استشهد بها المؤرخ برايان بيريت معركة أجينكور ومعركة انجراف رورك.
وحذر بعض المفكرين العسكريين من اجبار قوة دفاعية إلى اللجوء إلى «الوقفة الأخيرة»، مدركين أن الجنود المحاصرين سيقاتلون بكل بقوة وشجاعة. كتب سون تزو: «لا تضغط بشدة على عدو يائس، وعندما تحاصر جيشًا، اترك له منفذًا يستطيع الهروب منه وهذا لا يعني ترك العدو ليهرب، ولكنك بذلك توحي له بوجود مخرج آمن، فتحرمه من شجاعة قتال اليائس». بعض القوات تلجأ إلى هذا التصرف عن عمد، على سبيل المثال عن طريق حرق القوارب أو الجسور التي يمكن أن يلجأ إليها الجنود للتراجع.

### الخوف من الإعدام
القوات الدفاعية قد تلجأ إلى الوقفة الأخيرة إذا اعتقدت أنه سيتم إعدامهم إذا استسلموا.
لجأت قوات جورج أرمسترونغ كاستر في نهاية معركة لتل بيج هورن، إلى الوقفة الأخيرة خوفًا من الإعدام إذا استسلموا لذلك قاموا بكل شراسة بمقاومة الهنود الحمر وفي النهاية ماتوا جميعًا أثناء القتال.
أثناء انتفاضة غيتو وارسو، في نهاية عام 1942، علم اليهود المحاصرين في غيتو وارسو أن عمليات الترحيل كانت جزءًا من عمليات الإبادة، حيث كان يتم إرسال المُرحلين إلى معسكرات الإبادة. فقرر الكثير من اليهود المتبقين التمرد. وقعت المقاومة المسلحة الأولى في حي اليهود في يناير عام 1943. في 19 أبريل 1943، عشية عيد الفصح، دخل الألمان غيتو وارسو، وكان اليهود الباقون يعلمون أن الألمان سيقتلونهم جميعًا فقرروا مقاومة الألمان حتى النهاية، بدلاً من الاستسلام.

### حماية الزعيم
في بعض الحالات، تلجأ القوات الدفاعية إلى «الوقفة الأخيرة» لحماية حاكمهم أو زعيمهم. عندما تعرضت روما للهجوم في عام 1527، من قبل جيش الإمبراطورية الرومانية المقدسة أثناء حكم الإمبراطور كارلوس الخامس حيث قام أكثر من 20.000 جندي روماني مقدس باقتحام مدينة روما. فقام 189 جندي من الحرس السويسري باللجوء إلى «الوقفة الأخيرة» وتشيكل مربع حول كاتدرائية القديس بطرس وأمساك الأبواب من أجل إعطاء البابا كليمنت السابع الوقت للهروب من خلال الأنفاق السرية.
في موقعة هاستنجز عام 1066 أثناء حملة النورمان لغزو إنجلترا، حارب الملك هارولد جودوينسون خصمه ويليام الفاتح الذي كان يقود 7.000 رجل. وبعد خسارة المعركة، «حارب الملك هارولد جودوينسون وحراسه الشخصيين... حتى ضرب سهم عين الملك هارولد». بعد وفاة الملك هارولد، قام الحراس الشخصيين للملك باللجوء إلى الوقفة الأخيرة «... وقاتلوا حتى ماتوا حول جثة ملكهم الميت».
في معركة كرتسانيسي عام 1795، بعد أن هزم الجيش الفارسي بقيادة محمد خان القاجاري الجورجيين، قام الأراغفيين وعددهم ثلاثة مائة - وهي مفرزة من سكان المرتفعات من وادي أراغفي - باللجوء إلى الوقفة الأخيرة وبكل شجاعة وإخلاص قاتلوا حتى ماتوا جميعًا من أجل إعطاء ملك جورجيا هرقل الثاني فرصة الهرب. ويتم تذكرهم كأبطال قوميين.

### الدفاع عن نقطة مهمة تكتيكية
في منتصف عام 480 قبل الميلاد. خلال الغزو الفارسي الثاني لليونان، كان اليونانيون يخططون لاستخدام الممر الضيق لثيرموبيلاي لمنع الجيش الفارسي الضخم من الالتفاف عليهم. وسارت قوة يونانية قوامها 7.000 رجل باتجاه الشمال لمنع القوات الفارسية من المرور من ممر ثيرموبيلاي. وصل الجيش الفارسي، الذي يتراوح عدده بين حوالي 100.000 و 150.000، إلى الممر في أواخر أغسطس أو أوائل سبتمبر. واندلعت معركة ترموبيل، وأثناء هذه المعركة استطاع اليونانيون ايقاف الجيش الفارسي الذي كان يفوقهم بالعدد لمدة سبعة أيام. قبل أن يتم سحق اليونانيين قاموا بواحدة من أشهر الوقفات الأخيرة في التاريخ. خلال يومين كاملين من المعركة، أوقفت القوة الصغيرة بقيادة ليونيداس الطريق الوحيد الذي يمكن أن يمر من خلاله الجيش الفارسي الضخم. وعندما علم ليونيداس بأن قوات العدو قامت بالالتفاف على قواته طلب من الجزء الأكبر من الجيش اليوناني الانسحاب وظل يحرس انسحابهم مع 300 أسبرطي، و700 ثسبسبانس، و400 هوبليت، وقاتلوا حتى الموت. وعلى الرغم من أن اليونانيين خسروا المعركة، إلا أنهم حققوا هدفهم بتعطيل تقدم الجيش الفارسي، وقد أعطى تعطيل تقدم الجيش الفارسي اليونانيين الوقت لإعداد دفاع ناجح وكسبوا الحرب في نهاية المطاف.
مَعْرَكة البَوّابة الفَارِسِيَّة، عِبارة عَن مواجَهه عسكريًا دَارَتْ رَحَاها بين قوة فارسية بقيادة الساتراب أريوبارزينس والرابطة اليونانية الغازية بقيادة الإسكندر الأكبر. في شتاء عام 330 قبل الميلاد، قاد أريوبارزينس الوقفة الأخيرة للقوات الفارسية ضذَ جَحافِل جَيش الإسكندر عند البوابات الفارسية بالقرب من برسيبوليس،  مما أدى إلى صد الجيش المقدوني لمدة شهر كامل. في النهاية وجد الإسكندر طريقًا يؤدي إلى مؤخرة القوة الفارسية من خِلال مَعلومة ادلى بها أسير حَرب أو راعي مَحلي، وهزم الفرس واستولوا على برسيبوليس. غالباً ما يُشار إلى مَعْرَكة البَوّابة الفَارِسِيَّةُ بـ «ثيرموبيلاي فارس».
في 7 أبريل 1975، أثناء حرب فيتنام قامت ثلاث فرق فيتنامية شمالية بالهجوم على كسوان لوك، 40 ميلا (64 كيلومترا) شرق سايغون. ولجأت الفرقة الثامنة عشرة من الجيش الفيتنامي الجنوبي بقيادة لي مينه داو إلى عمل «الوقفة الأخيرة» وقاوموا الفيتناميين الشماليين مقاومة شرسة. ولمدة أسبوعين دمويين، احتدم القتال الضارى، حيث استبسل المدافعين من الجيش الفيتنامي الجنوبي في محاولة لمنع تقدم القوات الفيتنامية الشمالية. بحلول 21 أبريل، أمرت الفرقة الثامنة عشرة المنهكة بالانسحاب نحو سايغون.

### كسب الوقت
في بعض الأحيان، بدلاً من مواجهة الإبادة على يد الجيش المنتصر، يقوم قائد الجيش المهزوم بتكليف القوات الخلفية بوقفة اخيرة من أجل إعاقة تقدم الجيش المنتصر. حتى لو كلّف ذلك تدمير القوات الخلفية بالكامل، من أجل ضمان بقاء بقية الجيش المهزوم حيًا ومن الأمثلة على ذلك معركة ممر رونسفال عام 778، ومعركة دنكيرك عام 1940، التي وقعت في الحرب العالمية الثانية.

### الواجب الأخلاقي
الوقفة الأخيرة قد تكون تصرف يلجأ له حينما يكون موقف القوة المدافعة ميئوسًا منه ولكن ترا القوة المدافعة أنه من واجبها الاخلاقي عدم الاستسلام، كما حدث لآخر قوة من الجيش الميداني الملكي في الحرب الأهلية الأولى في معركة Stow on the Wold.
في معركة ساراجارهي، قررت الفرقة الهندية البريطانية المكونة من 21 سيخي من فوج المشاة السيخي الـ 36 عمل «الوقفة الأخيرة»، عندما واجهوا معارضة كبيرة مكونة من 10 آلاف أفغاني، مستندين على معتقدهم التقليدي والديني الذي يقول بأن الواجب يجب أن يقدم على القناعات والأهواء. وفي النهاية قُتل جميع السيخ البالغ عددهم 21 شخصًا، بالإضافة إلى حوالي 600 أفغاني.